# Rali de Carretillas
El Rali de Carretillas es una competición entre monociclos de carga, comúnmente conocidos como carretillas , fundada en el año 2006 en el marco de las Festas patronales de Vila de Cruces. En la actualidad se trata de una de las mayores competiciones de esta índole del mundo según el número de participantes.

## Historia
Las carretillas se utilizan como elemento de transporte de objetos casi desde la invención de la rueda, hay relatos de la época del Imperio Romano en los cuales se comenta que se empleaban en las batallas para recoger los cadáveres, ya que esto facilitaba el que no se dejasen así abandonados en el medio del campo. Posteriormente en la Edad Media su uso se popularizó entre los campesinos para el transporte de las hortalizas del campo al carro en el que posteriormente eran conducidas a los mercados.

### Inicios
En el año 2006 un intrépido grupo de jóvenes amantes de la juerga y la nocturnidad decidieron organizar las fiestas patronales de la Virgen da Piedade de Vila de Cruces. Durante el proceso de organización de las mismas llegaron a crear una web en internet en la cual había un foro. En dicho foro los organizadores plantearon al populacho la necesidad de crear un "algo" original para matar las aburridas tardes de los días de fiesta. Se planteó el crear un Rali con Monociclos ligeros de carga. la idea ardió como la pólvora.
Para financiar la primera edición los organizadores de la Festa da Piedade decidieron regalar a los jóvenes de los que partió la idea una caja de mecheros serigrafiados como financiación. Con la venta de eses cien mecheros a 1€ reunieron los 100€ de presupuesto necesarios para poner el rali a andar. Desde la primera edición y, para sorpresa de todos, el evento contó con una gran afluencia de público y participantes.

## Normas clave
Después de ciertas variaciones con el paso del tiempo, se mantienen dos normas básicas:
- 1º- La más importante: el vehículo debe ser una carretilla, con una sola rueda en contacto con el suelo, pese a que la creatividad de los participantes motivó variaciones como, por ejemplo, la utilización de carretillas con ruedas muy anchas (de coche) o incluso dos ruedas pegadas, sin que nadie lo impidiera; de hecho, este tipo de opciones hacen menos competitiva la carretilla, ya que la hacen más difícil de mover, pero aumentan la espectacularidad.
- 2º- La otra norma, también invariable, es la de que los equipos estarán compuestos por dos participantes, uno empuja y otro pilota. En un comienzo se hacían intercambios obligatorios de parejas de manera que se corría el circuito dos veces, alternando corredor Y piloto, pero esto ralentizaba La competición, por lo que ahora, para ganar en vistosidad, únicamente lo recorren una vez. Se Recomienda que los corredores tengan pesos similares para que, si el corredor se cansa, puedan intercambiarse con garantías. Con todo, pueden participar con pesos diferentes, por ejemplo, padre e hijo. La experiencia nos mostró que esto no influye en las clasificaciones, de hecho los campeones por lo general son parejas de pesos similares y con una carretilla aligerada al máximo apta para la más alta competición de monociclos.[3]

## La competición

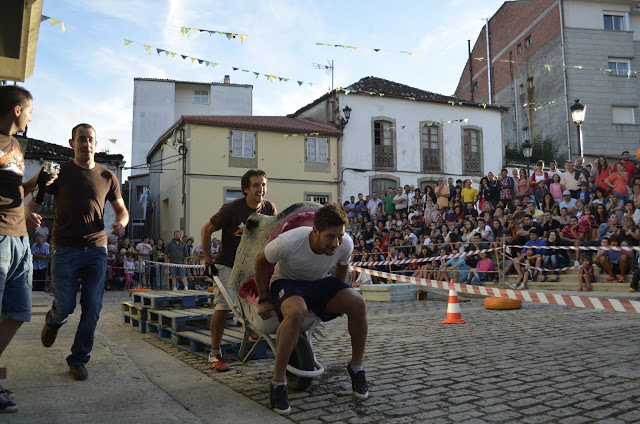
Lance de la competición

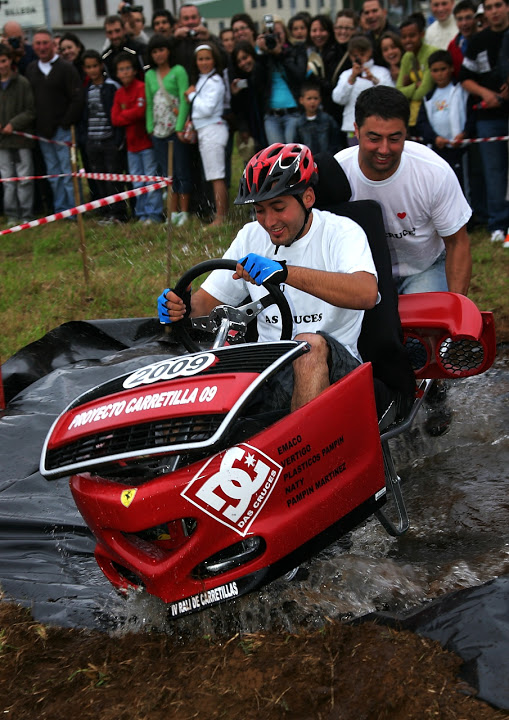
Carretilla en competición

De la misma manera que las normas, el proceso competitivo en sí ha sufrido variaciones hasta hoy en día en el que lleva años asentado estandarizado y reconocido debido a su espectacularidad. La prueba consta de tres tramos en los que se cronometra a los participantes resultando ganador aquel equipo que sume menos tiempo:
- 1º Tramo: Prueba de fuerza bruta. Este tramo se realiza en la ya comúnmente conocida como "Costa das Carretillas". El tramo consta de una cuesta de unos cien metros que los participantes han de subir y descender. Se trata de un recorrido que exige una gran expresividad al ser un trayecto corto, pero de una exigencia física elevada
- 2º Tramo: Habilidades carretilleras: Circuito de obstáculos que tendrán que superar en el menor tempo posible, se encontraran con un gran charco de agua, troncos y otros obstáculos, En este caso prima la habilidad del piloto y la maniobravilidad de la carretilla, si bien sigue siendo necesario un buen estado de forma. Famosas son las participaciones de los dos victores ( Victor Pedreira y Victor de Xulián) por su velocidad, así como espectaculares suelen ser las participaciones de los conocidos Hermanos Mosquera, que con sus piruetas hacen las delicias del público asistente, que llega a vitorear sus nombres como si de estrellas del rock se tratase
- 3º Tramo: Se trata de un circuito urbano en el que prima la calidad técnica de los participantes. Se desarrolla en la Praza da Igrexa, utilizando las grandes escalinatas como grada natural. Finalmente en este mismo lugar se monta el pódium en el cual se entregan los premios

## Apartado artístico

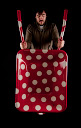
Carretilla del artista Armindo Salgueiro

Además de la competición, y desde el año 2009, el Rali de Carretillas también tiene otro apartado en el cual el decorado de los monociclos toma lugar. Los artistas que así lo deseen pueden decorar las carretillas. Estas no entrán en concurso, pero se realiza con ellas una exposición previa al momento de la competición. Son muchos los artistas consagrados que han decidido aportar su grano de creatividad en este apartado, algunos de los más conocidos son: Paco Lareo, Armindo Salgueiro, ArinsPunk, Lucía Dubra, CicloP, Adri Serralta, Edgardo Carosía, etc.

## Trofeo

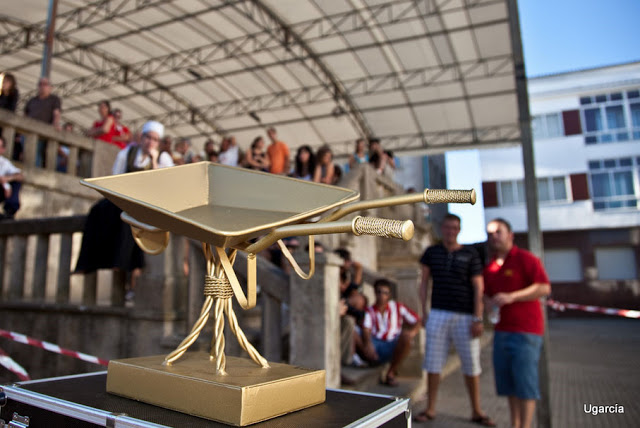
Fotografía de la ansiada carretilla de Oro

Desde los inicios de los tiempos todo participante con inquietudes competitivas ansea alcanzar en propiedad la carretilla de oro. Existen dos maneras de obtenerla:
- Los ganadores tienen el honor de poseerla y guardarla durante 365 días hasta que en la siguiente edición le hacen entrega de ella a los siguientes ganadores.
- En caso de ganar tres años consecutivos o cinco alternos la preciada carretilla de oro pasa a propiedad de los campeones, hecho que, a día de hoy, nunca se produjo.

Es habitual ver la carretilla expuesta en locales relacionados con los ganadores o sus patrocinadores. 
Por otro lado y de manera más puramente conmemorativa se hacen entrega de otro tipo de trofeos a los segundos y terceros clasificados, sí como a la mejor carretilla.

## Palmarés
- Año 2006: Vilas y Moncho
- Año 2007: Vilas y Moncho
- Año 2008: Victor Pedreira y Suso Cacheda
- Año 2009: Daniel de Mosteiro y Gonzalito del Café
- Año 2010: Fabián y Iván
- Año 2011: Diego Pallares y Miguel Caramés
- Año 2012: Victor Pedreira y Pepiño de Pinlle
- Año 2013: Otero y Jaime (vecinos de La Coruña)
- Año 2014: Los de la Charanga
- Año 2015: Victor Pedreira y Victor de Xulián

## Hermanamientos
Comúnmente los carretilleros de Vila de Cruces llevan a cabo hermanamientos con otros lugares o asociaciones con los que comparten intereses. A día de hoy están hermanados con:
- La asociación cultural Orritz Iskidi de la localidad navarra de Irurzun, lugar en el que organizan una Cronoescalada con carretillas muy similar al Rali de Carretillas.
- San Queremos. Evento grastronomico-festivo que se celebra en la Parroquia de Vilantime del limítrofe concello de Arzúa
- Carretilleros de Aiguá. Hermanamiento virtual (a la espera de poder cruzar el charco) llevado a cabo con esta asociación uruguaya que celebra también una fiesta de la cual es la carretilla el eje central de los festejos.